# 微舟藻属
微舟藻属（学名：Nanoneis）为硅藻纲的一个属。

## 下级分类
本属包括以下物种：
- Nanoneis haslea R.E.Norris, 1973
- Nanoneis hasleae R.E.Norris, 1973
- 长微舟藻 Nanoneis longta Y.Li & Y.-H.Gao, 2004[1]